# Wapen van Naarden

Het wapen van Naarden

Het wapen van Naarden is het stadswapen van de stad Naarden dat op 26 juni 1816 werd bevestigd als wapen van de gemeente Naarden. Hoe de stad dit wapen heeft verkregen is niet geheel duidelijk. Wel zijn er twee mogelijke verklaringen voor, waarvan een in de vorm van een sage. Vanaf 2016 is het wapen niet langer als gemeentewapen in gebruik omdat de gemeente Naarden opging in de gemeente Gooise Meren. In het najaar van 2016 heeft de gemeenteraad besloten het oude wapen te laten gebruiken als stadswapen. Elementen van het wapen zijn tevens overgenomen in het Wapen van Gooise Meren.

## Geschiedenis
Rond het jaar 936 zou keizer Otto II bij de stichting van Naarden het wapen geschonken hebben. Dit is echter niet mogelijk, aangezien de heraldiek pas in de 11e eeuw haar intrede deed en voor steden pas een eeuw later. Wel is vrij zeker dat het wapen van Duitse afkomst is, omdat de eerste Duitse keizers al als persoonlijk wapen een dubbelkoppige adelaar voerden. Andere steden waarvan het wapen een dubbelkoppige adelaar heeft, zijn Groningen en Nijmegen; ook zij verkregen hun wapens in de 15e eeuw.
Naarden kreeg in de 13e eeuw stadsrechten en meestal begon een stad dan ook met het maken van een zegel. Het oudst bekende zegel van Naarden stamt echter uit 1543. Dit zegel vertoont wel de dubbelkoppige adelaar. Dit zou dan 100 jaar na het invoeren van de dubbelkoppige Duitse adelaar zijn. Keizer Sigismund was namelijk de keizer die de dubbelkoppige rijksadelaar invoerde.
Een tweede, maar evenmin waarschijnlijke, verklaring luidt dat het wapen een samenvoeging is van de halve Friese adelaar en de eenkoppige Duitse adelaar. In de 12e eeuw werd het Gooi vermoedelijk bewoond door Friezen en het symbool voor Friesland was een halve adelaar met opgetrokken poot. Later kwam het gebied in bezit van de abdij van Elten en zij voegde de oude Duitse adelaar en de Friese adelaar samen tot de dubbelkoppige adelaar.
Wat deze verklaring niet plausibel maakt is het feit dat de Friese adelaar persoonsgebonden is, dus niet aan steden toegekend kan worden. Ook zou het logischer zijn om als abdij het wapen van het klooster, de patroonheilige van het klooster (of kerk) of het wapen van de abt aan zou nemen als wapen van de stad. Ook is het onlogisch om het wapen van een verwijderd staatshoofd alsnog aan te nemen als stadswapen.

## Blazoenering

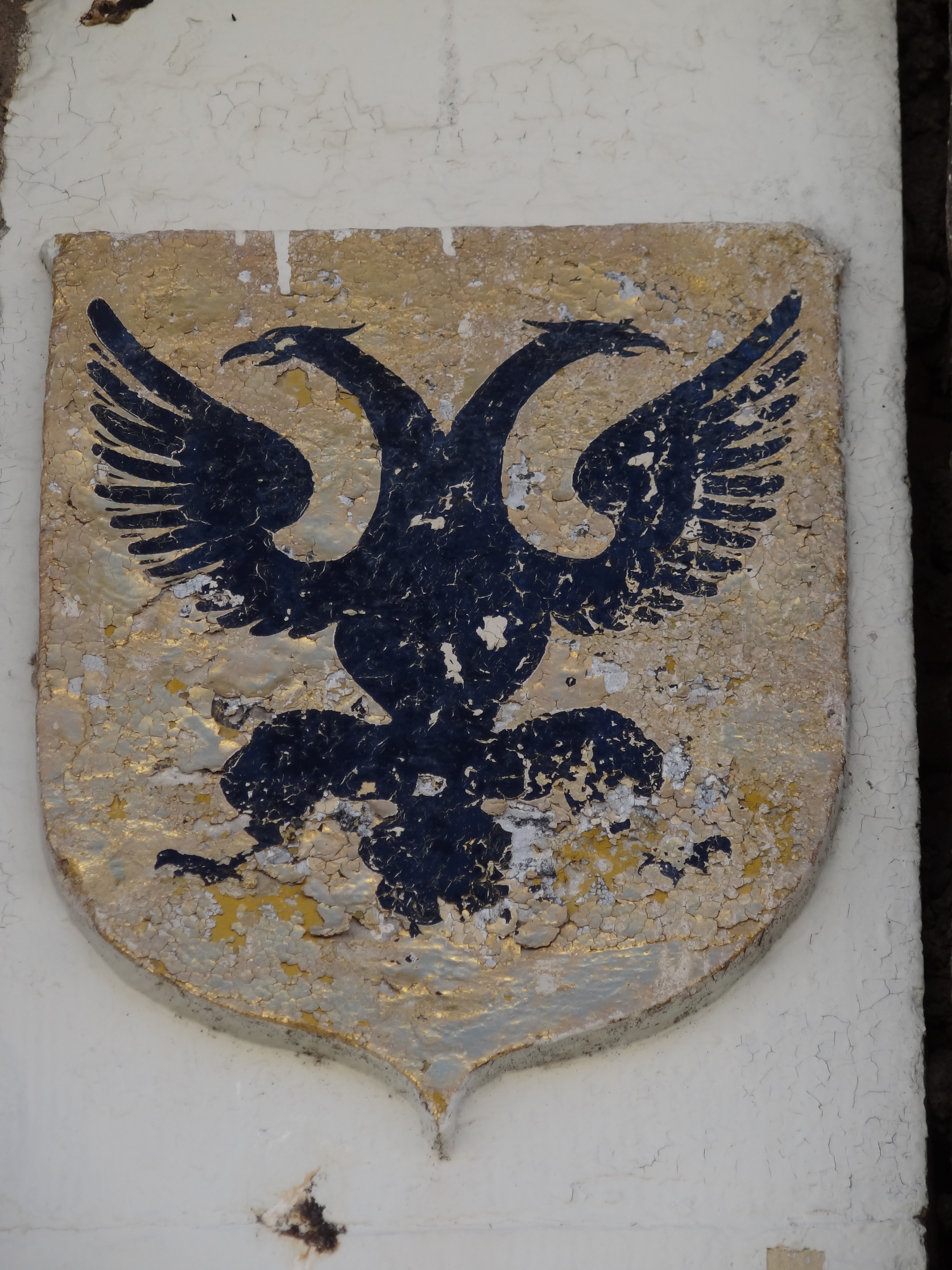
Gevelsteen met het wapen van Naarden

De beschrijving van het wapen van Naarden luidt:
Van goud, waarop een dubbelen arend van sabel.
Sabel is in de heraldiek het woord voor zwart. De arend is geheel van zwart van kleur. Het wapen is niet gekroond en wordt ook niet gehouden door een schilddrager.
Het wapen komt ook voor op meerdere gevelstenen in Naarden.